# Transformatorhuisje (Huizinge)
Het transformatorhuisje aan de Huizingerweg 2402 te Huizinge is rond 1926 in opdracht van het toenmalige Provinciaal electriciteitsbedrijf van Groningen gebouwd. Het gebouwtje heeft een vierkante plattegrond met een tentdak. Na 1940 zijn bij alle dergelijke gebouwtjes een van beide stalen deuren verwijderd en de opening dichtgemetseld.